# US-amerikanische Breitwandfilme in Technirama
Die Liste führt alle in Technirama gedrehten US-amerikanischen Breitwandfilme auf.

## Filme
- 1957: Die Uhr ist abgelaufen (Night Passage)
- 1957: Verschollen in Japan (Escapade in Japan)
- 1957: Sayonara
- 1957: Die Stadt der Verlorenen (Legend of the Lost)
- 1958: Falsches Geld und echte Kurven (Paris Holiday)
- 1958: Die Wikinger (The Vikings)
- 1958: Weites Land (The Big Country)
- 1958: Die tolle Tante (Auntie Mame)
- 1959: Dornröschen und der Prinz (Sleeping Beauty)
- 1959: Beherrscher der Meere (John Paul Jones)
- 1959: Salomon und die Königin von Saba (Solomon and Sheba)
- 1959: Madonna mit den zwei Gesichtern (The Miracle)
- 1960: Spartacus (Spartacus)
- 1961: König der Könige (King of Kings)
- 1961: El Cid
- 1962: Meine Geisha (My Geisha)
- 1962: Music Man (The Music Man)
- 1962: Gypsy
- 1963: 55 Tage in Peking (55 Days at Peking)
- 1963: Der rosarote Panther (The Pink Panther)
- 1964: Circus-Welt (Circus World)
- 1964: Das goldene Haupt (The Golden Head)
- 1967: Ein Tag zum Kämpfen (Custer of the West)
- 1985: Taran und der Zauberkessel (The Black Cauldron)